# Appendisotoma absoloni
Appendisotoma absoloni is een springstaartensoort uit de familie van de Isotomidae. De wetenschappelijke naam van de soort is voor het eerst geldig gepubliceerd in 1966 door Rusek.